# Nhandu tripepii
Nhandu tripepii — вид пауков-птицеедов, обитающий в Бразилии.

## Описание
Очень пушистый и яркий паук, цвет волосков может варьироваться от розового до красного. Длина тела самок около 8 см, в размахе ног 17—18 см. Самцы немного меньше: 5 см тело и 15—18 см в размахе ног, соответственно. Продолжительность жизни у самцов составляет 3—6 лет, самок — 14—16 лет. Половая зрелость наступает в 2—2,5 года у самцов и в 3—4 года у самок. В кладке обычно 600—900 яиц.

## Питание
Паук очень прожорливый, даже ненасытный. Отказывается от еды, только когда готовится к линьке. Обычно питание составляют сверчки, мучные черви, тараканы и прочие мелкие насекомые.

## Содержание в неволе
Птицеед может содержаться без укрытия. В террариуме необходимо поддерживать влажность 70—85 %, температуру 27—29 °C, обязательно наличие 5—6 см слоя влажного субстрата и поилки.